# Peridroma ochronota
Peridroma ochronota är en fjärilsart som beskrevs av George Francis Hampson 1903. Peridroma ochronota ingår i släktet Peridroma och familjen nattflyn. Inga underarter finns listade i Catalogue of Life.